# Phare de Rock Island
Le phare de Rock Island (en anglais : Rock Island Light) est un phare actif situé sur Rock Island un îlot du fleuve Saint-Laurent, dans le Comté de Jefferson (État de New York).
Il est inscrit au Registre national des lieux historiques depuis le 14 novembre 1978.

## Histoire
Le premier phare a été construit en 1848 et fait partie des trois phares approuvés par le Congrès des États-Unis pour faciliter la navigation dans l'archipel des Mille-Îles du fleuve Saint-Laurent. Les autres feux construits à la même époque étaient le phare de Crossover Island et le phare de Sunken Rock, tous deux situés à l'est de Rock Island.
La structure d'origine était une lanterne centrée sur le toit en pente de la maison du gardien en brique. Cette structure a été remplacée en 1882 par une tour de fer séparée qui maintenait la lumière en altitude près du centre de l'île. La maison d'architecture victorienne actuelle de deux étages a été construite en 1884.
Des problèmes sont apparus en raison du blocage de la nouvelle lumière par la maison à deux étages et les arbres de l’île. C'est à cette époque que l'A.E. Vickery (en) coula près de l'île en 1889. La plate-forme de la tour fut élevée de 1,5 m en 1894 pour augmenter sa visibilité. La tour et le phare furent finalement déplacés vers un socle en brique construit du côté nord de l'île en 1903, où il reste aujourd'hui.
Parmi les autres structures qui subsistent sur l'île, on compte un fumoir à poisson (construit vers 1847), une menuiserie (1882), un groupe électrogène (1900) et un hangar à bateaux (1920).
Parmi les gardiens embauchés pour maintenir la lumière, il y avait William Johnston, un homme connu sous le nom de « Pirate des Mille Îles » pour ses actions en tant que sympathisant américain pendant la Patriot War (en). En mai 1838, Johnston et une petite force submergèrent l'équipage du navire à vapeur britannique Sir Robert Peel. N'ayant pas assez d'hommes pour manœuvrer le bateau à vapeur, il y mit le feu et l'échoua contre une petite île du fleuve Saint-Laurent, désormais connue sous le nom de Peel Island. Johnston a été déclaré hors-la-loi par le gouvernement des États-Unis. Il a été capturé et jugé à plusieurs reprises avant d'être finalement réhabilité. Après avoir été gracié, Johnston a assumé le rôle de gardien à Rock Island Light, où il a servi de 1853 à 1861.
Le phare a été utilisé pour la dernière fois en tant qu'aide à la navigation officielle en 1956. L'île a été mise en vente en 1968 avant d'être transférée à l'autorité du Pont des Mille-Îles en 1971. Le bureau des parcs, des loisirs et de la préservation historique de l'État de New York en a assumé la gestion en 1976, date à laquelle il a été ouvert en tant que parc national de Rock Island Lighthouse.
En 2007, le Conseil des parcs, des loisirs et de la préservation de l’état de l’État de New York a reçu une subvention de 900 000 dollars du Département des Transports des États-Unis dans le cadre de la Loi sur l’équité en matière de transport sûr, comptable, souple et efficace : un héritage pour les utilisateurs. La subvention, doublée de 200 000 dollars de fonds publics, visait à restaurer et à mettre au point une méthode permettant de présenter au public les informations historiques et le contexte du phare. La restauration envisagée prévoyait l'agrandissement du quai, la restauration du phare et du logement du gardien, la création d'un musée et la fourniture d'eau, d'égout et d'électricité à l'île.
Il a été réactivé en 2013 par l'État.

### Naufrage du navire AE Vickery
Le A.E. Vickery a coulé le 17 août 1889 lorsqu'il a heurté un haut-fond alors qu'il entrait dans le American Narrows (en) destiné à la distillerie J.P. Wisers à Prescott (Ontario), au Canada.Le bateau repose maintenant près de Rock Island et constitue une attraction de plongée sous-marine dans les Mille-Îles.

### Rock Island Lighthouse State Park
L'île appartient au Bureau des parcs, des loisirs et de la préservation historique de l'État de New York et est exploitée sous la forme du Rock Island Lighthouse State Park. C'est un parc national qui englobe l’ensemble de Rock Island et de son ancien phare. Il a été créé après que l'État de New York ait acquis la propriété en 1976.
L'accès à l'île est possible uniquement par bateau privé ou affrété depuis Grass Point State Park (en), à environ cinq minutes en bateau. Depuis 2015, le parc est ouvert de 10 h à 17 h le week-end, du Memorial Day à la fin juin, et est ouvert tous les jours entre la fin juin et la fête du Travail. Il est à nouveau ouvert uniquement le week-end, de la fête du Travail à la fête de Christophe Colomb. Le parc permet de voir les environs depuis le sommet du phare et comprend un musée conservé dans les quartiers de l'ancien gardien. Des frais sont exigés pour accéder au musée et au phare.

## Description
Le phare est une tour circulaire en fonte avec une galerie et une lanterne de 9 m de haut. La tour est peinte en blanc et la lanterne est verte. Il émet, à une hauteur focale de 16 m, un feu blanc continu. Sa portée n'est pas connue
Identifiant : ARLHS : USA-697 ; 
USCG : 7-1473 ; 
Admiralty : H2806.
|                    |
| Le phare d'origine |

|          |
| Le phare |

### Lien connexe
- Liste des phares de l'État de New York